# Crannóg

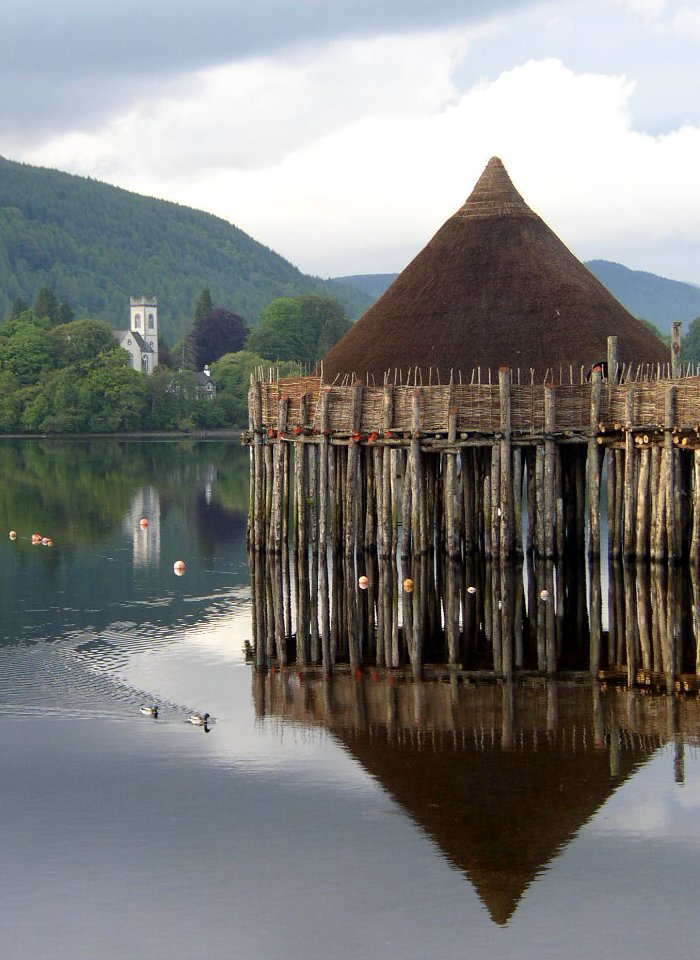
Ricostruzione di un Crannóg sul lago Tay

Un crannóg è un'antica isola artificiale utilizzata per realizzare un insediamento umano. Il nome può anche fare riferimento a una bassa piattaforma di legno eretta a più piani, ma comprensibilmente sono pochi i resti di questo tipo trovati. Il nome crannóg deriva da crannoge, derivato a sua volta dal nome in antico irlandese crannóc, albero.
La scelta di una piccola isola per la realizzazione di un insediamento potrebbe essere stata influenzata dal fatto che il sito è più facilmente difendibile e dall'abbondanza di pesce nelle immediate vicinanze. Il crannóg era poi collegato con la vicina riva da una rampa costruita in pietra o da una passerella in legno realizzata su pali rialzati. Un esempio di crannóg ricostruito si può visitare allo Scottish Crannóg Centre, sul lago Tay, Tayside.
Il primo sito di questo genere conosciuto potrebbe essere il crannóg ritrovato sull'isolotto di Eilean Domhnuill, lago Olabhat nel North Uist, che risale al 3.200/2.800 a.C., quindi al Neolitico. La maggior parte dei crannóg rinvenuti risalgono all'età del ferro e la loro realizzazione si è spinta fino al medioevo.
In effetti nel 2012, Chris Murray, un subacqueo si immerse in un crannog di Loch Arnish e trovò una serie di vasi neolitici  ben conservati. La datazione al carbonio ha poi confermato che essi risalgono circa al 3500 a.c
La più alta concentrazione di crannógs (in Scozia) si riscontra in diversi laghi nella regione Dumfries and Galloway, anche se molti sono stati trovati nelle Highlands. Un noto crannóg fu costruito tra i Monti Grampiani (Grampian Highlands) da Burnetts di Leys, la cui famiglia si trasferì nel XVI secolo d.C. vicino al Castello di Crathes.
Un crannóg risalente al 500 d.C. circa si trova ancora in un lago nei pressi di Loughbrickland, vicino a Banbridge, County Down.
Crannóg ricostruiti si possono visitare anche presso:
- Craggaunowen, Irlanda;
- Irish National Heritage Park Wexford, Irlanda;
- Lago Tay (Loch Tay), Scozia.

## Costruzione
La costruzione di un crannóg preistorico iniziava su una piccola isola o secca che si trovava all'interno di un lago o palude. Il sito scelto veniva circondato da un cerchio di pali di legno di quercia, con l'estremità inferiore appuntita, i quali venivano infissi nel fondale, formando un recinto circolare di circa 61 metri di diametro. I pali venivano poi uniti insieme tramite rami e graticci di vimini. La superficie interna veniva poi realizzata utilizzando tronchi di albero e poi rifinita con rami, pietre, argilla, torba, terra e altri materiali. Al centro della struttura si realizzava uno spiazzo ottenuto con lastre piatte di roccia ed attorno a questo si costruiva una casa in legno. Talvolta più case sono state costruite su un unico crannóg.
Questa opera preistorica veniva occupata da una famiglia o da una tribù, e spesso l'accesso era garantito solo da canoe. Tuttavia, molti erano collegati alla terraferma tramite passerelle in legno o pietra, a volte situate appena sotto la superficie dell'acqua per nasconderle ai potenzialmente nemici. Ossa di bovini, cervi e suini sono stati ritrovati tra questi siti.